# Магнітне число Прандтля
Магнітне число Прандтля (Prm) — критерій подібності в магнітній гідродинаміці, відображає відношення сил внутрішнього тертя до магнітної сили. Визначається за формулою:
{\displaystyle \operatorname {Pr} _{m}\,=\nu \mu \,\mu _{0}\,\varsigma }
де:
- {\displaystyle \varsigma \,} — електропровідність;
- {\displaystyle \mu \,} — магнітна проникність;
- {\displaystyle \nu \,} — кінематична в'язкість.

Якщо ввести поняття коефіцієнта магнітної в'язкості:
{\displaystyle \eta _{m}\,=\left(\mu \,\mu _{0}\,\varsigma \rho \right)^{-1}},
то магнітне число Прандтля можна записати так:
{\displaystyle \operatorname {Pr} _{m}\,={\frac {\eta }{\eta _{m}}}},
де
{\displaystyle \eta \,} — динамічна в'язкість.
Відповідно, магнітне число Прандтля можна записати як відношення магнітного числа Рейнольдса до звичайного числа Рейнольдса:
{\displaystyle \operatorname {Pr} _{m}\,={\frac {\operatorname {Re} _{m}}{\operatorname {Re} }}}